# Lord High Admiral
Lord High Admiral var en titel, der blev benyttet af de engelske og skotske rigsadmiraler i slutningen af Middelalderen og senere. Titlen blev også brugt af lokale admiraler ved The Wash på Englands østkyst. 
I begyndelsen var rigsadmiralen marineminister og øverstkommanderende for Royal Navy. Senere  blev det en ceremoniel stilling, der ofte blev tildelt medlemmer af kongehuset.

## Engelske, senere britiske rigsadmiraler
Denne liste er ufuldstændig; hjælp gerne med at udfylde den.
- 1462–1470 og 1471–1493:  hertugen af Gloucester
- 1540–1542: John Russell, 1. jarl af Bedford
- 1619–1628: George Villiers, 1. hertug af Buckingham
- 1660–1673 og 1686–1688: hertugen af York og Albany
- 1673 og 1684–1685: Karl 2. af England
- 1689: Vilhelm 3. af England
- 1702–1708: Prins Jørgen
- 1708: Anne af Storbritannien
- 1827–1828: hertugen af Clarence og St. Andrew
- 1964–1991: Elizabeth 2. af Storbritannien
- 1991–nu: Prins Philip, hertug af Edinburgh